# برت فان لربرخه
برت فان لربرخه (انگلیسی: Bert Van Lerberghe؛ زادهٔ ۲۹ سپتامبر ۱۹۹۲) دوچرخه‌سوار اهل بلژیک است.
از باشگاه‌هایی که در آن بازی کرده‌است می‌توان به اسپورت فلاندر-بالوزه و تیم دوچرخه‌سواری کوفیدیس اشاره کرد.